# Spökranchen och andra äventyr
Spökranchen och andra äventyr (Le ranch maudit) är ett Lucky Luke-album från 1986. Det är det 56:e albumet i ordningen, och har nummer 54 i den svenska utgivningen. Albumet omfattar fyra korta serier.

## Handling
Spökranchen
- Originaltitel: Le Ranch maudit
- Manus av Claude Guylouïs
- 12 sidor

Den åldrade miss Concordia Bluemarket anländer till den lilla staden Smithville för att flytta in på Bates ranch, vars rykte som hemvist för spöken får de mest härdade cowboys att blekna av skräck. Lucky Luke beslutar sig för att försäkra sig om miss Bluemarkets säkerhet.
Lysande utsikter
- Originaltitel: La bonne aventure
- Manus av Xavier Fauche och Jean Léturgie
- 10 sidor

Luke anländer till en liten sömnig stad vars innevånare överlåter viktiga beslut till spådamen Madame Irma.
Statyn
- Originaltitel: La statue
- Manus av Claude Guylouïs
- 11 sidor

Stadsborna den lilla byn New Haparanda, belägen invid Mount Rushmore, beslutar sig för att hedra Lucky Luke med en staty. Samtidigt rymmer Daltonbröderna från ett närbeläget fängelse.
Timmerrännan
- Originaltitel: Le flume
- Manus av Xavier Fauche och Jean Léturgie
- 11 sidor

Lucky Luke blir inblandad i en konflikt mellan den hårdhudade affärsmannen Butterfield och lokala skogshuggare. I centrum står en nyuppförd timmerränna.

## Svensk utgivning
- Morris; Claude Guylouïs, Xavier Fauche och Jean Léturgie, (översättare: Kåre Persson) (1987). Spökranchen och andra äventyr. Lucky Lukes äventyr: 54. Stockholm: Bonniers Juniorförlag. Libris 7285728. ISBN 91-48-51458-6
- I Lucky Luke – Den kompletta samlingen ingår albumet i "Lucky Luke 1985-1987". Libris 10302081. ISBN 91-7134-416-0
- Den svenska utgåvan trycktes även som nummer 97 i Tintins äventyrsklubb (1992). Libris 7674119. ISBN 91-7904-290-2